# 카롤 시마노프스키

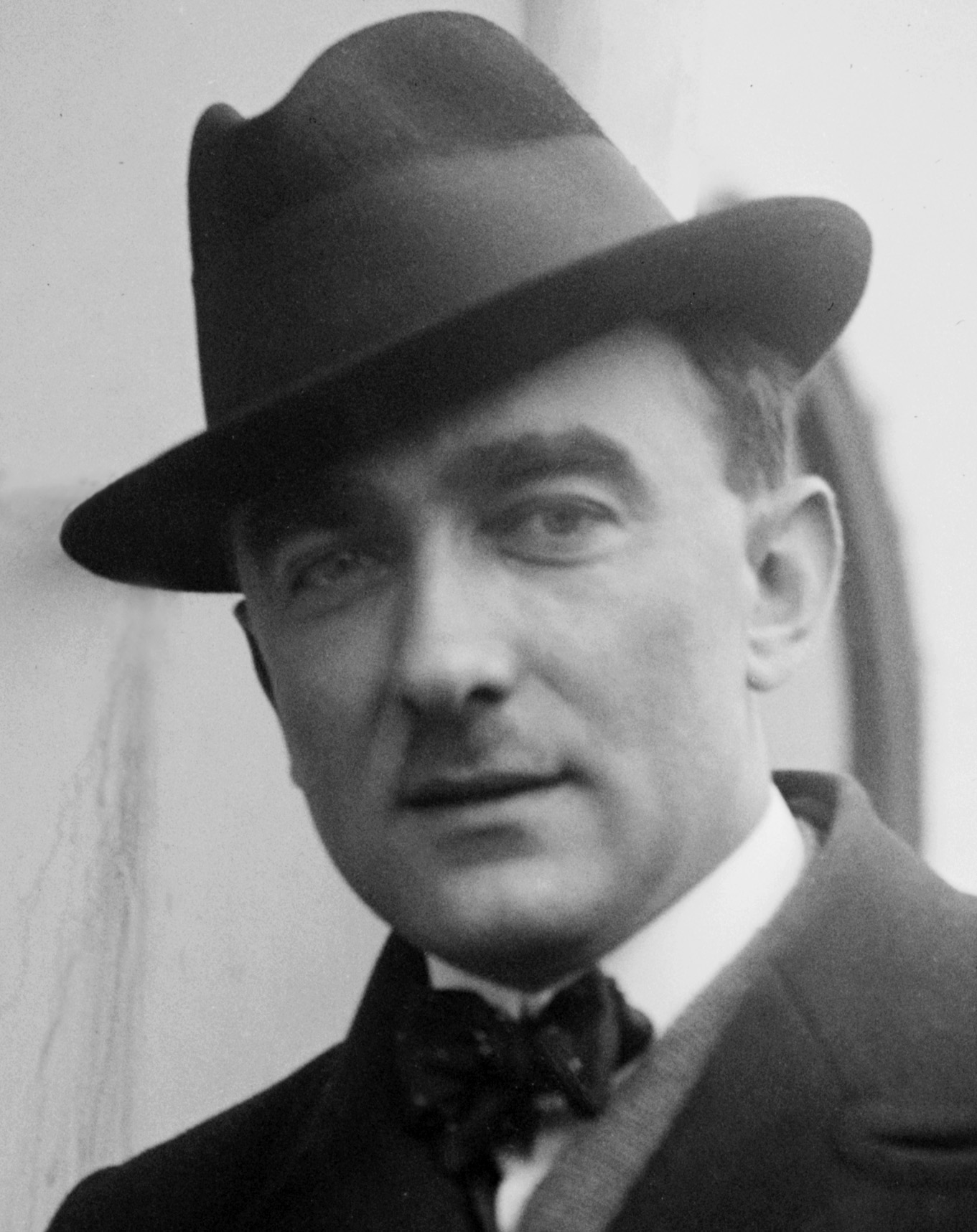
카롤 시마노프스키 (1922)

자코파네에 위치한 카롤 시마노프스키의 별장

카롤 마치에이 시마노프스키(폴란드어: Karol Maciej Szymanowski, 1882년 10월 6일 ~ 1937년 3월 29일)는 폴란드의 작곡가이자 피아니스트이다.

## 일대기
시마노프스키는 현재의 우크라이나 체르카시 지역의 티모시우카(Тимошівка, 폴란드어로는 티모슈프카Tymoszówka라고 한다)에서 태어났다. 시마노프스키 가문은 원래 바르샤바를 위시한 마조프셰 지역의 유서깊은 귀족 가문이었으나, 1794년 러시아와 프러시아에 대항에 일어났던 코시치우슈코 봉기가 실패하면서 봉기에 참여했던 고조할아버지 도미니크(Dominik)가 바르샤바에서 추방되어 키이우를 중심으로 하는 대우크라이나(Велика Україна 또는 나드니프랸시치나(Наддніпрянщина)로 강제 이주 당한다. 이 후 할아버지 펠릭스(Feliks)대에 시마노프스키가 태어난 체르카시 지역 티모시우카로 이주해 정착해 살다가 폴란드가 독립한 이후인 1920년대 중반에서야 온 가족이 바르샤바로 돌아올 수 있었다. 
어린 시절에는 피아노와 첼로를 연주했던 아버지에게 음악을 배웠고(카롤의 형 펠릭스는 피아니스트, 여동생 스타니스와바는 소프라노, 막내 여동생 조피아는 카롤의 작품에 가사를 썼다.) 1892년에 구스타프 네우하우스 엘리자벳그라드 음악원, 1901년부터는 바르샤바 음악원에서 공부했다. 1926년부터 1930년까지 바르샤바 음악원 원장을 지냈다. 폴란드에서 음악 활동의 기회가 크지 않기 때문에 유럽, 북아프리카, 미국 등을 여행했다. 시마노프스키에게 여행은 음악적인 영감을 많이 받게 해준 것은 물론이고 《에페보스》(Efebos)라는 제목의 소설도 쓰게 만들었다. 소설은 현재 소실됐다. 그는 스위스에서 결핵으로 사망했다.

## 작품
시마노프스키의 음악은 리하르트 슈트라우스·막스 레거·알렉산드르 스크랴빈의 음악과 클로드 드뷔시·모리스 라벨의 인상주의에 영향을 받았다. 폴란드 작곡가 프리데리크 쇼팽과 폴란드 민요에도 영향을 받아 쇼팽처럼 피아노를 위한 폴란드 전통 춤곡인 마주르카를 여러 곡 작곡했다.
시마노프스키의 가장 많이 알려진 곡으로는 오페라 《로게르 왕 Król Roger》, 《슬픔의 성모Stabat Mater》, 네 개의 교향곡(합창단과 독주 성악가들이 협연하는 제 3번 《밤의 노래》와 피아노 독주가 협연하는 제4번 《신포니아 콘체르탄테》가 있다), 두 개의 바이올린 협주곡, 바이올린과 피아노를 위 한 세 곡의 《신화》가 있다. 그는 많은 피아노곡을 남겼는데, 《마스크Maski》, 《연습곡》 작품번호 4번, 《Métopes》, 그리고 많은 마주르카를 남겼다. 제임스 조이스의 시에 붙인 것을 포함한 많은 가곡과  오페라 《하기트 Hagith》,  발레 《하르나시에 Harnasie》도 썼다.

## 주요 작품

### 관현악
- 연주회용 서곡 마장조 작품번호 12(1904~5)
- 교향곡 1번 바단조 작품번호 15(1906~7)
- 교향곡 2번 내림 나장조 작품번호 19(1909~10)

### 협주곡
- 바이올린 협주곡 1번 작품번호 35(1916)
- 교향곡 4번(협주 교향곡) 작품번호 60(1932)
- 바이올린 협주곡 2번 작품번호 61(1932~33)

### 실내악
- 바이올린 소나타 라단조 작품번호 9(1904)
- 신화들(바이올린과 피아노) 작품번호 30(1915)
- 현악 4중주 1번 다장조 작품번호 37(1916)
- 현악 4중주 2번 작품번호 56(1927)

### 피아노
- 9개의 전주곡 작품번호 1(1899~1900)
- 변주곡 내림 나단조 작품번호 3(1901~3)
- 4개의 연습곡 작품번호 4(1900~2)
- 피아노 소나타 1번 다단조 작품번호 8(1903~4)
- 폴란드 민요 주제 변주곡 나단조 작품번호 10(1900~4)
- 피아노 소나타 2번 가장조 작품번호 21(1910~11)
- 12개의 연습곡 작품번호 33(1916)
- 마스크 작품번호 34(1915~16)
- 피아노 소나타 3번 작품번호 36(1917)
- 20개의 마주르카 작품번호 50(1924~25)
- 4개의 폴란드 춤(1926)

### 가곡
- 6개의 노래 작품번호 2(1900~2)
- 백조 작품번호 7(1904)
- 4개의 노래 작품번호 11(1904~5)
- 5개의 노래 작품번호 13(1905~7)
- 12개의 노래 작품번호 17(1907)
- 펜테질레아 작품번호 18(1908, 12)
- 6개의 노래 작품번호 20(1909)
- 다채로운 노래 작품번호 22(1910)
- 하피츠의 사랑 노래 작품번호 24(1911)
- 하피츠의 사랑 노래 작품번호 26(1911, 14)
- 메토페 작품번호 29(1915)
- 동화 왕자의 노래 작품번호 31(1915)
- 3개의 노래 작품번호 32(1915)
- 4개의 노래 작품번호 41(1918)
- 무에진의 노래 작품번호 42(1918)
- 3개의 노래(1920)
- 3개의 자장가 작품번호 48(1922)
- 아이들의 압운시 작품번호 49(1922~23)
- 7개의 노래 작품번호 54(1926)
- 9개의 폴란드 민요(1925~26)

### 합창
- 교향곡 3번 “밤의 노래” 작품번호 27(1914~16)
- 칸타타 데메테르 작품번호 37b(1917)
- 칸타타 아가베 작품번호 38(1917)
- 슬픔의 성모 작품번호 53(1925~26)

### 오페라
- 피앙세 69번(1908~9)
- 하기트 작품번호 25(1912~13)
- 로게르 왕 작품번호 46(1918~24)

### 발레
- 만드라고르라 작품번호 43(1920)
- 하르나시에 작품번호 55(1923~31)